# François Péron

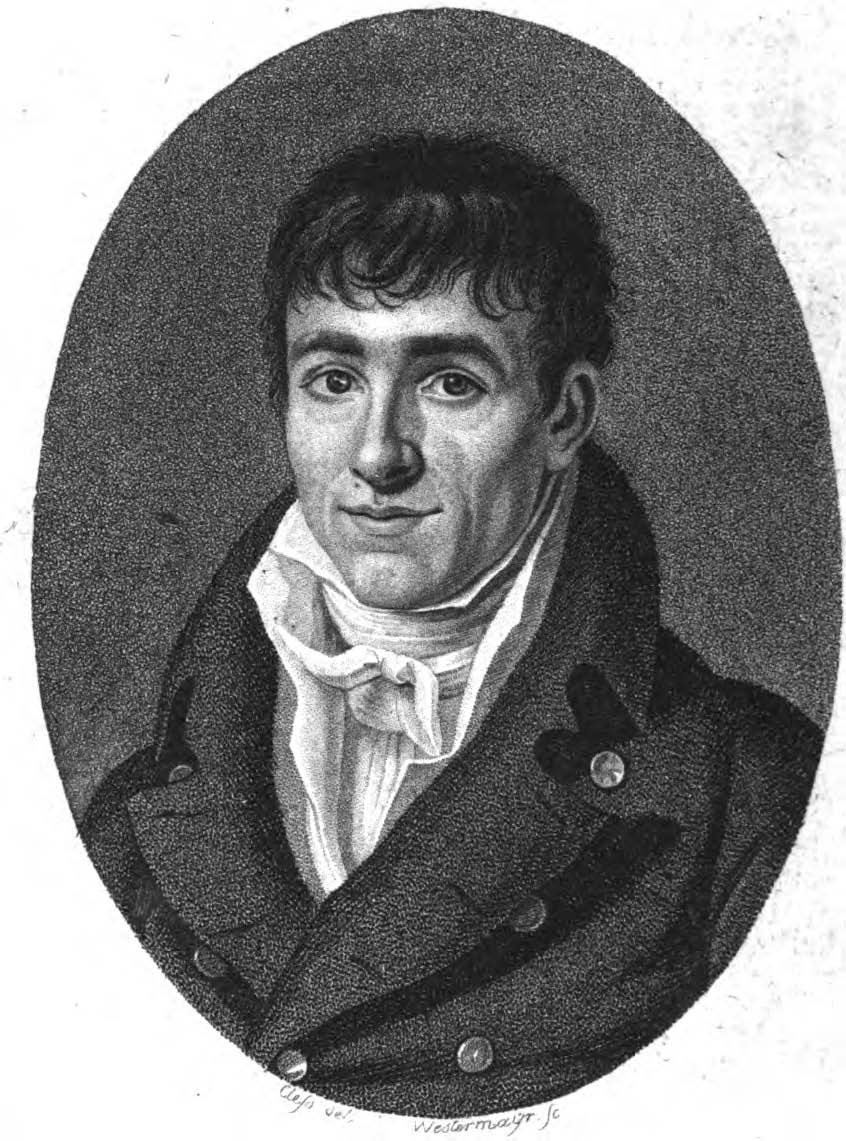
François Péron

François Auguste Péron (ur. w 1775 roku w Cerilly – zm. tamże w roku 1810) – francuski przyrodnik i odkrywca.
Urodził się i wychował w środkowej Francji w pobliżu Vichy. W roku 1792 17-letni kleryk porzucił seminarium duchowne, by zaciągnąć się do lokalnego oddziału rewolucyjnej milicji. W jednej z pierwszych potyczek stracił prawe oko i na tym jego kariera militarna uległa zakończeniu. Gdy na dodatek rzuciła go dziewczyna, którą planował poślubić, przeniósł się do Paryża i poświęcił studiom medycznym, ze specjalnością w historii naturalnej.
Jego zainteresowanie naukami przyrodniczymi dostrzegł znany botanik Antoine Laurent de Jussieu i zarekomendował jego kandydaturę do organizowanej przez władze wyprawy do Australii i Oceanii. Wyznaczony jednym z zoologów wyprawy Péron wyruszył w październiku 1800 roku na pokładzie fregaty Le Géographe z Hawru do Australii z ekspedycją Nicolas Baudina.
Le Géographe, której towarzyszył slup Le Naturaliste, po minięciu Przylądka Dobrej Nadziei i pokonaniu Oceanu Indyjskiego, dotarła w lipcu roku 1801 do zachodnich wybrzeży Australii.
Péron zszedł na brzeg na wyspie Bernier, leżącej u wejścia do Zatoki Rekina, gdzie przeprowadził badania nad czerwonogłowymi wężami morskimi zamieszkującymi przybrzeżne skały. Podczas postoju w Kupang na Timorze zaprzyjaźnił się z miejscowym wodzem. W styczniu 1802 roku zszedł – jako jeden z pierwszych Europejczyków – na brzeg Ziemi Van Diemena. Niedługo po tym wziął udział w ekspedycji mającej zbierać okazy do biologicznej kolekcji wyprawy na King Island. W drodze powrotnej okręt zawinął do Sydney, a Péron miał okazję wypowiedzieć się o kolonii karnej, że jest to znakomity sposób na przekształcanie kryminalistów w wartościowych obywateli.
Po śmierci głównego zoologa wyprawy, René Maugé'a, on i jego asystent Charles Alexandre Lesueur zgromadzili ponad 10 000 eksponatów.
Po powrocie do Paryża w marcu 1804 roku rozpoczął publikować swe odkrycia w Voyage de découvertes aux Terres Australes. Pierwszy tom ukazał się w roku 1807, a ostatni, już po śmierci Pérona, wydany został przez Louis-Claude de Saulces de Freycineta w roku 1810.